# Puzzle Piraten
Puzzle Piraten ist ein Massively Multiplayer Online Role-Playing Game (MMORPG), in dem hunderte Spieler in einer virtuellen Piratenwelt gleichzeitig zusammen spielen.

## Entwicklung
Puzzle Piraten wird seit Juli 2001 von Three Rings, einem US-amerikanischen Spieleentwickler, entwickelt. Der erste Alpha-Test wurde im Oktober 2002 gestartet, die fortgeschrittene Betaversion startete im Juli 2003. Am 8. Dezember des gleichen Jahres wurde das MMORPG schließlich für die breite Masse in den USA veröffentlicht.
Zwischen 2004 und 2006 gab es eine eigenständige deutsche Version. Der Publisher war Gamigo.
Seit 8. Dezember 2006 bietet der Hersteller Three Rings selbst einen deutschen Server an. Im Juni 2009 folgte eine spanische Version.
Puzzle Piraten wird offiziell ab der Java Version 1.4 auf Windows (Vista, XP, 2000, ME, 98), Linux, Unix und Mac OS X 10.3 (Panther) unterstützt.
Benötigt werden zudem mindestens ein 500 MHz Pentium II mit 256 MB Arbeitsspeicher und 100 MB Festplattenspeicher. Es ist auch möglich das Spiel auf langsameren Computern zu spielen, allerdings kann es dann Verzögerungen und Aussetzern, insbesondere in stark besiedelten Gebieten kommen. Eine besonders starke Grafikkarte wird nicht benötigt.
Das Spiel gewann im Jahr 2004 sowohl den Preis für technische Perfektion als auch den Publikumspreis des Independent Games Festivals.

## Über das Spiel
Puzzle Piraten teilt viele der Möglichkeiten von text- und grafikbasierten Spielen wie Ultima Online oder Everquest. Dort sind tausende anderer Spieler, und man kann seinen Charakter entwickeln, mit anderen zusammen teamen und die Welt um sich herum verändern.
Der Unterschied bei Puzzle Piraten ist, dass das gesamte Spiel über Puzzlespiele gelöst wird – als Beispiel: Der Gewinner eines Schwertkampfes wird durch das Abschneiden im jeweiligen Puzzle bestimmt, nicht durch eine Statistik oder ein bestimmtes Level.
Eine Besonderheit des Spieldesigns ist, dass es kein Blut und keine Gewalt gibt, wie man es von einem „Piratenspiel“ erwarten würde, da selbst die „notwendige“ Brutalität wie ein Schwertkampf über Puzzle abgewickelt werden. Somit ist das Spiel für alle Altersgruppen geeignet – wenn auch aufgrund der benötigten Kombinationsgabe erst ab 13 empfohlen.
Es ist einfach, sich mit anderen zusammenzuschließen und zu kommunizieren. Wenn man das Spiel intensiver spielt, geht es aber weitaus tiefer, so dass man auch noch mehrere Dinge entdecken und bewirken kann. Zum Beispiel kann man sich an den politischen Entscheidung einer Flagge – einem Zusammenschluss einzelner Crews – beteiligen oder zum Aufbau eines Handelsimperiums beitragen.
Man kann in Puzzle Piraten auch viel Spaß und Erfolg haben, wenn man sich nur kurzzeitig einloggt. Auch eine Spielzeit von nur einer halben Stunde kann einen voranbringen.
Wenn man Puzzle Piraten spielt, steigt das Ansehen und die Erfahrung des eigenen Piraten mit der eigenen Fähigkeit, die Puzzle zu meistern. Man kann Titel in der eigenen Mannschaft oder Flagge bekommen, und wenn die Reisen erfolgreich waren, auch großen Ruhm und Reichtum.
Politik und Handel sind ein großer Teil des fortgeschrittenen Spiels. Spieler haben die Möglichkeit eine Karriere als Piratenkönig(in) oder Händler einzuschlagen, auch beides gleichzeitig. Piraten können Geschäfte und Häuser besitzen und auch bauen. Die Flaggen können ganze Inseln suchen, entwickeln und beherrschen. Es gibt auch ein paar Läden, z. B. eine Kneipe, Bank, Apotheke und vieles mehr.
Es gibt im Moment 5 verschiedene Spielserver, auch Ozeane genannt, die sich wie folgt unterteilen:
- Abonnement-Ozeane: Jeder kann hier spielen, für Nichtabonnenten gelten jedoch Einschränkungen: Sie können zum Beispiel in einer Mannschaft nur bis zu einem bestimmten Rang befördert werden, können nur bestimmte Kleidungsstücke und Waffen tragen.
- Dublonen-Ozeane: Hier spielt man absolut kostenfrei, benötigt für bestimmte Waffen, Ränge, Kleidungsstücke und vieles mehr jedoch so genannte „Dublonen“. Diese kann man sich für reales Geld kaufen, man kann sie jedoch auch im Spiel gegen dort erarbeitete Achterstücke, die Währung von Puzzle Piraten, mit anderen Spielern tauschen. Auf Dublonenozeanen ist es also möglich, ohne Einschränkungen kostenfrei zu spielen.

Der derzeitige Abonnement-Ozean ist „Cerulean“, die Dublonenozeane heißen „Meridian“, „Emerald“, „Opal“ und „Jade“. „Opal“ ist der deutsche und „Jade“ der spanische Ozean.

## Der Spieler im Spiel
Der Spieler kann sich auf jedem Ozean/Server bis zu drei Piraten erstellen und mit verschiedenen Attributen wie Haartyp und -farbe, Barttyp, Hautfarbe und Geschlecht sowie dem Namen individuell anpassen. Diesen Pirat kann man im Spiel auch noch mit verschiedenen Kleidungsstücken, Waffen und anderen – für einen Seeräuber wichtigen – Gegenständen ausrüsten. Mit diesem Charakter kann man sich über Inseln und Schiffe bewegen, Interaktionen mit anderen Spielern betreiben oder einfach nur das Treiben beobachten.

### Crews
Eine der wichtigsten Interaktionen ist der Zusammenschluss von mehreren Piraten in eine Crew. In solch einer Crew gibt es sieben verschiedene Ränge, die einem Piraten zugeordnet werden können, vom „Jobber“ bis zum „Kapitän“. Jeder Rang bringt seine Rechte und Pflichten in der Gemeinschaft, somit kann jeder Spieler individuell steuern wie intensiv er oder sie Puzzle Piraten spielen möchte.
Weiterhin ist es unkomplizierter mit einer eigenen Crew in See zu stechen oder durch ein eigenes Chatsystem zu kommunizieren.

### Flaggen
Eine einzelne Crew hat in dem Spiel selten genug Einfluss, um politisch in Erscheinung zu treten. Im Spiel können sich daher die Crews zu Flaggen zusammenschließen und gemeinsam für ihre Ziele kämpfen.
Flaggen können auch mit anderen Flaggen Bündnisse schließen, in den Krieg ziehen oder eine Blockade auf eine Insel erklären, um sie zu übernehmen. Somit entsteht ein komplexes Beziehungssystem der einzelnen Spieler, welches einen großen Teil des fortgeschrittenen Spielspaßes ausmacht.
Wie in Crews gibt es auch in Flaggen Ränge, die von Piraten der Mitgliedscrews besetzt werden können, vom einfachen „Mitglied“ bis zum „Monarch“.

## Puzzlebeschreibungen

### Mehrspielerpuzzle
Diese Puzzle werden von zwei oder mehr Spielern gleichzeitig gespielt. Es darf auch um einen Einsatz gekämpft werden. Der Schwertkampf kommt auch auf See zum Einsatz. In Trinken, Schwertkampf, Raufen und Münzwurf können auch Turniere ausgerichtet werden.
- Beim Trinken spielen 2 bis 6 Spieler gegeneinander. Sie versuchen die meisten Punkte zu erspielen, bevor das eingestellte Spielziel erreicht ist. Getränke gibt es in 4 bis 6 verschiedenen Farben und Gefäßen. Um ein Getränk auf dem Spieltisch platzieren zu können, muss es bündig neben (waagerecht oder senkrecht, nicht diagonal) an ein bereits platziertes Getränk angelegt werden. Dabei muss die Farbe oder die Form übereinstimmen. Werden mehrere Getränke berührt, dann muss das zu platzierende Getränk zu allen Getränken passen. Neben den Standardgetränken gibt es noch Sonderteile: Die Fritten können überall platziert werden, der Haken entfernt ein bereits platziertes Getränk und das Fass nimmt eine Farbe erst nach dem Platzieren an. Durch das Platzieren wird das entsprechende Spielfeld in der Farbe des Spielers eingefärbt und der Spieler erhält Punkte. Sobald eine Reihe (waagerecht oder senkrecht) komplett mit Getränken gefüllt ist, werden diese vom Tisch genommen und der Spieler, der dort am meisten Getränke platziert hat, bekommt Bonuspunkte.

Mögliche Spielziele sind:
- Spielen bis zu einer bestimmten Punktzahl
- Spielen bis der Tisch komplett eingefärbt ist.

- Beim Schwertkampf fallen paarweise Teile von oben in das Spielfeld. Diese Teile gibt es in vier verschiedenen Farben und in zwei Typen: solide oder sog. Breaker. Gleichfarbige, solide Teile verschmelzen zu größeren Blöcken, wenn sie richtig angeordnet werden. Breaker zerstören alle zusammenhängenden Blöcke derselben Farbe. Werden Blöcke zerstört, dann senden sie Schwerter in das Spielfeld des Gegners, die erst langsam zu normalen soliden Blöcken zerfallen und dann entfernt werden können. Die Wahl des Schwertes, das bei einem Schmied gekauft werden kann, beeinflusst das Muster, in das gesendete Schwerter zerfallen. Ist das Spielfeld komplett gefüllt, scheidet man aus dem Kampf aus. Den Schwertkampf gewinnt der Spieler (bzw. dessen Team), der als letztes im Spiel ist.

Schwertkampf kann als Duell gegen einen einzelnen Spieler, als Ringen mit zwei Teams oder als Seekampf beim Entern eines Schiffes (wie Ringen) gespielt werden.
- Beim Raufen schießt der Spieler einzelne verschiedenfarbige Bälle von unten ins Spielfeld, die er jedes Mal aus zwei Händen auswählen kann. Berühren die Bälle die Decke oder andere Bälle, bleiben sie dort hängen. Schießt der Spieler einen Ball auf mindestens 2 gleichfarbige andere, lösen diese sich auf. Verlieren dabei andere Bälle die Verbindung zur Decke und/oder den anderen Bällen, fallen sie herunter und verschwinden.

So aufgelöste und heruntergefallene Bälle werden dem Gegner von unten ins Feld gestreut, um ihn zu behindern und sein Spielfeld zu füllen. Sobald ein Ball den unteren Spielfeldrand eines Spielers berührt, scheidet er aus dem Kampf aus.
Die Wahl der Waffe, die in der Schiffswerft gekauft werden kann, beeinflusst die Farben der Bälle, die dem Gegner als Angriffe gesendet werden.
Raufen kann als Duell gegen einen einzelnen Spieler, als Ringen mit zwei Teams oder als Seekampf beim Entern eines Schiffes (wie Ringen) gespielt werden.
- Münzwurf erinnert ein wenig an das Spiel Avalanche von Parker aus dem Jahr 1966. Es wird nur mit zwei Spieler gleichzeitig gespielt. Die Spieler werfen abwechselnd oben eine Münze in das Spielbrett. Auf ihrem Weg nach unten muss die Münze an Hebeln vorbei. Je nach der Stellung werden sie von der Münze umlegt oder sie halten sie auf. So ist es möglich, dass eine Münze eine Lawine von anderen Münzen auslöst. Am unteren Ende des Spielbretts fällt die Münze in einen von mehreren Schächten, die verschiedene Punkte auf das Konto des Spielers bringen. Das Spiel geht über vier Runden. In jeder Runde muss eine bestimmte Punktzahl erreicht werden, bevor die nächste Runde startet. In jeder Runde werden auch die Schächte am unteren Ende mit neuen Punktwerten versehen. Das Spiel gewinnt der Spieler, der in allen 4 Runden die größte Gesamtpunktzahl erreicht.

- Hearts wird nach den Regeln des originalen Kartenspiels, das vor allem in den USA verbreitet ist, gespielt. Hier ist es durch das Betriebssystem Windows bekannt geworden, wo es als Spiel mitgeliefert wird. Es werden immer 4 Spieler benötigt, die alleine spielen.

- Spades wird nach den Regeln des originalen Kartenspiels, das vor allem in den USA verbreitet ist, gespielt. Es werden immer 4 Spieler benötigt, die in zwei Teams spielen.

- Poker wird in Puzzle Piraten in der Version Texas Hold’em gespielt, an Tischen mit mindestens 2, maximal 10 Spielern. Der Ersteller des Tisches kann zwischen den Bietoptionen „Festes Limit“, „Potlimit“ und „Ohne Limit“ in verschiedenen Höhen der Blindeinsätze sowie des Einkaufens und Nachkaufens wählen.

### Arbeitspuzzle
Durch Arbeitspuzzle wird die Herstellung von Waren simuliert. Ladenbesitzer und angestellte Piraten spielen diese Puzzles um in den entsprechenden Läden an bestellten Waren zu arbeiten. Im Gegensatz zu vielen anderen MMORPG's legen die Besitzer und Verwalter von Läden fest, welches Produkt zu welchem Preis hergestellt wird, die Angestellten arbeiten an den bestellten Waren und werden dafür bezahlt. In anderen Spielen sammelt der Spieler die Rohstoffe und stellt die Ware selbst her ohne einen Laden zu benutzen. Bei Puzzle Piraten kann er die gewünschte Ware im Laden bestellen.
- Beim Destillieren muss guter Rum, Grog oder Gesöff gebrannt werden. Der Brennkessel ist das Spielfeld, das mit verschiedenen Kugeln gefüllt ist, die Rum in verschiedener Qualität darstellen. Helle Kugeln sind leichter, guter Rum, dunkle Kugeln schwerer, schlechter Rum und braune Kugeln neutraler, mittelmäßiger Rum. Außerdem gibt es noch Kugeln, die Würze in den Rum bringen. Die Position zweier Kugeln zueinander und ihre Beschaffenheit legen fest, ob sie ihren Platz tauschen können. Gewürz kann nicht bewegt werden. In regelmäßigen Abständen wird die äußerst rechte Säule von Kugeln gebrannt und damit bewertet. Dabei ist das Verhältnis der Kugeln ausschlaggebend. Besteht die Säule überwiegend aus leichten Kugeln steigt sie in den Destillat-Tank auf, sind es überwiegend schwere Kugeln wird die Säule verbrannt. Verbrennt guter Rum, dann werden diese Kugeln als verbrannter Rum wieder links in das Spielfeld gebracht. Sie können wie guter Rum bewegt werden, werden aber wie schlechter Rum gewertet. Nach 12 erfolgreich destillierten Säulen ist das Puzzle beendet.

In Brennereien werden folgende Waren hergestellt:
- Rum/Grog/Gesöff hält die Piraten bei Laune, d. h., ist davon nichts mehr auf dem Schiff, sinkt die Leistung der Piraten an Bord unabhängig davon wie gut sie ein Schiffspuzzle gerade meistern.
- Hanföl für Apotheken
- Krüge, die beim Trinken eingesetzt werden können.

- In der Alchemie müssen Tränke gemischt werden. Dazu stehen dem Alchemisten Tanks in den drei Primärfarben Rot, Gelb und Blau zur Verfügung. Das Spielfeld besteht aus einem Röhrengerüst und trennt die Tanks von Flaschen, die mit ein oder mehreren bestimmten Farben nacheinander gefüllt werden müssen. Dies können die Primärfarben sein oder Sekundärfarben, die erst durch Verbinden zweier Tanks gemischt werden müssen. Der Alchemist muss die Rohre nun so drehen, dass eine Flasche mit den Tanks verbunden ist. Rohre sind gerade oder in 60°-Winkeln gebogen oder verzweigt.

In Apotheken werden folgende Waren hergestellt:
- Farbstoffe zum Färben von Stoffen
- Farben zum Streichen von Schiffen und Wohnungen
- Lacke für Möbel
- Emaillen für Waffen, Krüge und Möbel
- Reisetränke für Piraten
- Medikamente zur Veränderung des Erscheinungsbilds eines Piraten.

- Beim Schiffbau werden Teile für Schiffe gefertigt. Auf dem 5x5 Felder großen Spielfeld befinden sich verschiedene Elemente, die je nach Art bewegt werden können. Holz kann senkrecht verschoben werden, Eisen waagerecht, Seil diagonal. Segeltuch kann nur passiv bewegt werden, in dem es mit einem anderen Element den Platz tauscht. Gold kann gar nicht bewegt werden, kann dafür aber jedes andere Grundelement in einem Bauteil ersetzen. Unter dem Spielfeld befinden sich sechs Bauteile des Schiffs, die ebenfalls aus Kombinationen der vier Grundelemente Holz, Eisen, Segeltuch und Seil gebildet werden. Durch Verschieben der Elemente im Spielfeld muss mindestens eines der Bauteile nachgebildet werden. Gefertigt wird das Bauteil, wenn es an die entsprechende Stelle auf dem Spielfeld gezogen wird. Die verwendeten Elemente verschwinden und werden durch neue Elemente ersetzt. Für das Verschieben der Elemente gibt es ein Zeitlimit, denn die Flut nähert sich den Bauteilen und reißt sie mit sich, wenn man nicht ein Bauteil fertigt. Nach 20 gefertigten Bauteilen ist das Puzzle beendet.

In Werften werden
- Schiffe in verschiedenen Größen für Angriff und Handel sowie
- Waffen für das Raufen gebaut.

Zu einigen Arbeiten gibt es noch keine Puzzle. Die Arbeit in diesen Läden wird simuliert. Diese Arbeiten sind:
- Schneidern

Beim Schneider wird Kleidung für Piraten hergestellt
- Schmieden

Bei Eisenhändlern werden folgende Waren hergestellt:
- Schwerter, die den Schwertkampf beeinflussen
- Kanonenkugeln für Schiffe

- Weben

In Webereien werden folgende Waren hergestellt:
- farbiges Tuch für Kleidung, Schuhe und Möbel
- farbiges gutes Tuch für Kleidung, Schuhe und Möbel
- Segeltuch für Schiffe

- Ausstatter (Möbelbau)

Beim Ausstatter werden Einrichtungsgegenstände für Wohnungen, Läden und Schiffe hergestellt

### Schiffspuzzle
Diese Puzzles sind nur auf einem Schiff zu spielen. Sie helfen das Schiff in Stand zu halten und es zu bewegen.
- Segeln bedient sich derselben Spielmechanik wie Dr. Mario für den Game Boy. Paarweise fallen Murmeln in das Spielfeld. Murmeln gibt es in drei Farben, die verschiedene Elemente des Segelns repräsentieren. Weiß = Wind, Gelb = Takelage, Blau = Wellen. Vier oder mehr Murmeln derselben Farbe waagerecht oder senkrecht werden zerstört. Für die Gruppierung können auch bereits platzierte Blöcke in den drei Farben verwendet werden. Zusätzlich gibt es Ziele, die zerstört werden, wenn die Zielpunkte mit der entsprechenden Farbe gefüllt sind. Das Zerstören der Ziele ist die Hauptaufgabe im Puzzle.

Eine gute Leistung im Segeln erhöht die Geschwindigkeit des Schiffes.
- Zimmern verwendet die Idee von Pentamino-Puzzles. Das Spielfeld zeigt vier Löcher im Rumpf des Schiffes, die mit verschiedenen Brettern möglichst verlustfrei (d. h. mit möglichst wenigen Überlappungen) repariert werden müssen. Die Bretter gibt es in den zwölf Pentaminoformen, zusätzlich gibt es noch einen Eimer mit Kitt, der eine beliebige Lücke bis zur Größe von fünf Einheiten (= ein Brett) füllt. Zu jeder Zeit stehen dem Zimmermann drei zufällige Bretter oder der Eimer zur Verfügung. Sobald zwei nebeneinanderliegende Lecks geflickt sind, werden sie durch neue Lecks ersetzt. Das schnelle und verlustfreie Flicken der Lecks bestimmt die Leistung im Puzzle.

Durch das Zimmern werden Schäden am Schiff repariert, die während eines Seekampfs durch Treffer oder Rempler entstehen. Auch während der normalen Fahrt auf See nimmt das Schiff etwas Schaden, der kontinuierlich repariert werden sollte.
- Beim Pumpen ist das Spielfeld die Bilge des Schiffs. Sie ist mit verschiedenen Blöcken in fünf bis sieben Farben, Formen und Mustern gefüllt. Jeweils zwei horizontal benachbarte Blocks können getauscht werden. Drei oder mehr gleiche Blocks, waagerecht oder senkrecht angeordnet, werden zerstört und durch die nachfolgenden Blocks ersetzt. Neben den Blocks gibt es noch Krabben, die nicht aktiv bewegt werden können, Kugelfische, die die 8 umgebenden Blocks zerstören und Quallen, die alle Blocks einer Farbe zerstören. Zusätzlich wird im Spielfeld der aktuelle Wasserstand in der Bilge angezeigt. Blocks unterhalb der Wasserlinie bewegen sich langsamer. Die obersten drei Reihen bleiben immer oberhalb der Wasserlinie, die unteren drei Reihen immer unterhalb.

Durch das Pumpen wird das Bilgenwasser aus dem Schiff entfernt, das durch Lecks in das Boot sickert. Eine volle Bilge wirkt sich negativ auf die effektive Leistung der Segler aus.
- Beim Kanonen laden ist das Spielfeld das Deck mit vier Kanonen. In der Mitte befindet sich ein Fass, das die benötigten Materialien (Pulversäcke, Watte, Kanonenkugeln und Wassereimer) zum Kanonenladen ausgibt. Außerdem wird das Spielfeld zufällig mit Hindernissen bestückt. Die Elemente sind immer in Bewegung. Treffen sie auf ein Hindernis, ändern sie die Bewegungsrichtung so lange um 90 Grad nach rechts, bis der Weg frei ist. Mit Pfeilen kann die Bewegung zusätzlich beeinflusst werden. Es können höchstens 3 Pfeile gleichzeitig auf dem Spielfeld sein. Der Kanonier muss die vier Kanonen in der richtigen Reihenfolge bestücken: Zuerst das Schießpulver, dann die Watte und dann die Kugel. Sobald die Kanone geladen ist, kann der Navigator sie im Seekampf abfeuern. Der Wassereimer dient dazu falsch geladene oder abgefeuerte Kanonen zu reinigen, bevor sie neu geladen werden können.

Unabhängig von der Zahl der Kanonen auf einem Schiff können immer nur vier Kanonen gleichzeitig geladen werden. Danach muss das Puzzle verlassen werden um die anderen Kanonen zu laden. Werden während des Seekampfs Kurven gefahren, dann kann das Nachschubfass umherrollen.
- Beim Navigieren muss der Navigator Sternenkonstellationen korrekt ansteuern. Das Spielfeld ist ein Kompass mit drei konzentrischen Ringen. Jeder Ring hat acht Positionen in den Haupt- und Nebenhimmelsrichtungen. Auf dem Spielfeld wird eine Konstellation aus mindestens einem Stern abgebildet. Es gibt fünf verschiedene Sterne, die sich in Form und Farbe unterscheiden. Während des Navigierens erscheint ein Stern in einer der Himmelsrichtungen am äußeren Rand des Kompasses und fällt langsam in die Mitte. Der Navigator kann die einzelnen Ringe drehen und so die Position, der bereits heruntergefallenen Sterne verändern. Liegen drei oder mehr gleiche Sterne nebeneinander auf einem Ring oder in einer Himmelsrichtung, dann verschwinden sie. Ziel ist es, die Ringe des Kompasses so mit Sternen zu bestücken und zu positionieren, dass die vorgegebene Konstellation erfüllt wird. Auch dann lösen sich die Sterne der Konstellation auf und eine neue Konstellation wird angezeigt.

Eine gute Navigation verstärkt die Leistung der Segler. Wird die Navigation vermasselt, dann bedeutet das einen Geschwindigkeitsverlust und einen Kurswechsel.
- Der Seekampf folgt, nachdem ein Schiff erfolgreich abgefangen wurde und gliedert sich in zwei Phasen:

- Die Kampfnavigation findet auf einer vergrößerten Seekarte statt und erinnert von der Spielmechanik her an das Spiel Robo Rally. Auf dem Spielfeld werden die beiden Kontrahenten sowie verschiedene Hindernisse wie Riffe, Strömungen und Strudel platziert. Gespielt wird in mehreren Runden, bis ein Schiff geentert wird oder eines der beiden Schiffe sich zurückzieht. Eine Runde besteht aus vier Zügen, die zwischen den Runden von den Navigatoren beider Schiffe voreingestellt werden müssen und dann gleichzeitig abgearbeitet werden. In jedem Zug kann eine Bewegung (Geradeaus oder abbiegen) und eine Aktion (Kanonen abfeuern oder Enterhaken werfen) durchgeführt werden. Die Bewegungsmarker werden von den Seglern durch ihre Leistung generiert.
- Das Handgemenge bricht aus, nachdem ein Schiff geentert wurde. Es gleicht dem Ringen mit je einer Mannschaft auf jeder Seite.

Die Mannschaft, die das Handgemenge gewinnt, plündert das Schiff des Verlierers teilweise und bringt Geld, Rohstoffe und Waren in die Beute des Schiffs. Erst in einem Hafen kann die Beute dann durch einen Offizier (oder höher) der Crew aufgeteilt werden. Dabei wird das Geld je nach Teilnahme an den Seekämpfen unter den Piraten verteilt, Waren und Rohstoffe werden in den Laderaums des Schiffes transferiert.

## Ruhm und Ehre
Anders als in einem herkömmlichen MMORPG gibt es in PuzzlePiraten keine Level, durch die man irgendeinen Vorteil gegenüber anderen Spielern hat. Die Qualität eines Spielers in einem Puzzle wird durch zwei Merkmale ausgezeichnet: Erfahrung und Ansehen.
Die Erfahrung zeichnet sich dadurch aus, dass sie jedes Mal steigt, wenn man eines der vielen Puzzles spielt. Im Spiel selber gibt es elf Stufen der Erfahrung. Es braucht eine sehr lange Zeit, um den höchsten Stand zu erreichen.
Im Gegensatz zur Erfahrung zeigt das Ansehen eines Spielers sein Können im jeweiligen Puzzle. Es wird gesteigert, indem man bei PvP-Spielen (Spieler gegen Spieler) gewinnt oder bei Schiffs- & Arbeitspuzzlen besonders gute Arbeit verrichtet. Man kann im Ansehen auch wieder fallen, wenn man mehrmals verliert bzw. schlecht arbeitet. Den höchsten Rang im Ansehen erreichen nur einige Piraten. Im Spiel existiert eine Top-10-Liste des Ansehens für jedes Puzzle.